# Jezioro Wapieńskie
Jezioro Wapieńskie – jezioro w Polsce, położone województwie wielkopolskim, w powiecie pilskim, na pograniczu gminy Kaczory i gminy Krajenka.

## Charakterystyka
Według regionalizacji fizycznogeograficznej Polski jezioro znajduje się na terenie Doliny Gwdy. 
Jest to jezioro polodowcowe, rynnowe o typowym dla tych jezior podłużnym kształcie i stromych brzegach porośniętych lasem. Położone jest około 4 km na wschód od Skórki. 
W północnej części jeziora na zachodnim brzegu znajduje się piaszczysta plaża oraz osiedle domków letniskowych, do których dojazd jest możliwy drogą lokalną prowadzącą ze Skórki przez Rogownicę. Na południowym krańcu jeziora znajduje się parking leśny. 

## Hydronimia
Według urzędowego spisu opracowanego przez Komisję Nazw Miejscowości i Obiektów Fizjograficznych (KNMiOF) nazwa tego jeziora to Jezioro Wapieńskie. W publikacjach spotkać można także inną nazwę tego jeziora – Jezioro Wapińskie.

## Morfometria
Powierzchnia zwierciadła wody według różnych źródeł wynosi od 75,0 ha przez 85,4 ha do 128,05 ha.
Zwierciadło wody położone jest na wysokości 89,1 m n.p.m. lub 95,0 m n.p.m. Średnia głębokość jeziora wynosi 5,0 m
lub 4,9 m, natomiast głębokość maksymalna 8,3 m.
W oparciu o badania przeprowadzone w 2004 roku wody jeziora zaliczono do I klasy czystości i II kategorii podatności na degradację.